# Landspassat
Der Landspassat (auch Landpassat oder Lanspassat, von frz. lanspassade, später anspessade; ursprüngl. it. Lancia spezzata: „gebrochene Lanze“) war in den deutschen Heeren der Frühen Neuzeit der (adelige) Stellvertreter des Korporals. Eine alternative, allerdings weniger gängige Bezeichnung war Kommendor. In der Regel zählte er nicht zu den Unteroffizieren, rangierte aber vor dem Rottmeister und dem Gefreiten. Das Amt verschwand bis zur Mitte des 18. Jahrhunderts aus dem deutschen Militärwesen, seine Funktion als Unteroffiziersdiensttuer fiel meist an den Gefreiten, im frühen 19. Jahrhundert zwischenzeitlich auch an den Vizekorporal bzw. Vizeunteroffizier.
Im Vereinigten Königreich und in den USA wurde aus der französischen Bezeichnung Lanspessade der noch heute existierende Dienstgrad bzw. die Verwendung Lance Corporal abgeleitet, in der British Army außerdem der Lance Sergeant.

## Begriffsgeschichte
Im ursprünglichen Wortsinn bedeutet der italienische Begriff Lancia spezzata so viel wie „gebrochene Lanze“. Konkret kann dies eine im Kampf zerbrochene oder aus Gründen der Zweckmäßigkeit absichtlich gekürzte Lanze (Kurzspieß) bezeichnen. Im erweiterten Sinn mag der Begriff für jede kurze Stangenwaffe stehen (Hellebarde, Partisane etc.). Mit solchen „Kurzgewehren“ waren Leibwachen und, bis gegen Ende des 18. Jahrhunderts, auch die Unterführer (Unteroffiziere) der Infanterie bewaffnet. Die einfachen Fußsoldaten führten dagegen, spätestens seit Aufkommen des Landsknechtswesens, bevorzugt Langspieße („Langgewehr“) oder Arkebusen und Musketen („Schießgewehr“).
Mit seiner Verbreitung durchlebte der Begriff Lancia spezzata diverse Variationen. Im Französischen waren anfangs die Wortformen lanspassade, lanspessade oder lans-spesata geläufig, aber auch lancespesate und lancepesade. Im 18. Jahrhundert etablierte sich dann die Bezeichnung ansepessade und schließlich anspessade, indem das ursprüngliche Initial „L“ entfiel und fortan als Artikel diente (l'anspessade = der Anspessade).
In der älteren Historiographie wird mitunter spekuliert, dass es sich bei den Landspassaten ursprünglich um Söhne des Adels oder des städtischen Patriziats gehandelt habe, die in der frühneuzeitlichen Infanterie dienten und nicht in der prestigeträchtigeren Kavallerie. Im Unterschied zu reicheren Standesgenossen hätten sich verarmte Adelssprösslinge die damals geforderte Selbstausrüstung mit Pferd, Rüstung, Schwert und Lanze finanziell nicht leisten können. Einzige Alternative war dann der Dienst zu Fuß. Weil die damals noch wenig verbreiteten Feuerwaffen kein hohes Ansehen genossen, hätten diese adeligen Kämpfer als Pikeniere gekämpft und zwar als Doppelsöldner in der vordersten Reihe der Schlachtordnung.
Warum diese als Fußsoldaten dienende Adeligen als „gebrochene Lanzen“ bezeichnet wurden, ist unklar. Als Leibwache eines Fürsten dürfte der Lancia spezzata seinen Dienst aber in der Tat mit einer kurzen Stangenwaffe verrichtet haben, denn im Palastinneren schieden die unhandlichen Langspieße als Bewaffnung aus. Für den Dienst in geschlossenen Räumen geeignet waren indessen bspw. die Glefe, Hellebarde oder Partisane. Etwas ferner liegt die Vermutung, dass sich der als „gebrochene“ bzw. „verkürzte Lanze“ bezeichnete adelige Krieger nicht die Aufstellung einer eigenen mehrköpfigen militärischen Gefolgschaft leisten konnte. Diese damals kleinste taktische Einheit nannte man ebenfalls Lanze. Aus der Not heraus hätte er demnach seinen Dienst zu Fuß versehen, quasi als um seine Gefolgschaft gekürzte „Ein-Mann-Lanze“. Ins Reich der Legende zu verweisen ist wohl eine Vermutung, die auf Vauban zurückgeht oder zumindest von ihm verbreitet wurde: Demnach hätte es sich bei den frühen Lancia spezzata um ehemalige (adelige) Kavalleristen gehandelt, die im Kampf das Pferd verloren und die Lanze zerbrochen hätten, und nun aus der Not heraus als Infanteristen dienten. Als Waffe hätten diese Söldner ihre zum Speer bzw. Kurzspieß verkürzte Waffe mitgebracht. Gegen diese Variante spricht jedoch, dass ein mit verkürzter Stoßwaffe bzw. Stangenwaffe in vorderster Reihe stehender Kämpfer militärisch widersinnig gewesen wäre. Hätte es sich indes um einen als Einzelkämpfer eingesetzten Rondartschier gehandelt, wäre die Bezeichnung gleichermaßen unsinnig: Rondartschiere fochten mit Rapier und Rundschild, nicht aber mit der Pike. Eventuell diente der Begriff Lancia spezzata bzw. „gebrochene Lanze“ anfangs auch nur als spöttische Bezeichnung eines verarmten adeligen Fußsoldaten und wandelte sich dann zur positiven Selbstbeschreibung, einem Geusenwort.

## Wandel von der Leibwache zum Unterführer
Aus dem 15. Jahrhundert stammende erste Quellen belegen, dass der Lancia spezzata ursprünglich einer aus Adeligen gebildete Leibwachen eines Fürsten angehörte, so etwa den Leibtrabanten des Großherzogs von Florenz. In einer ähnlichen Funktion scheinen adelige Lancia spezzata oder Lancia rotta noch im späten 17. Jahrhundert als Leibwachen des römisch-deutschen Kaisers gedient zu haben. Möglicherweise versahen die Lancia spezzata in den frühneuzeitlichen Heeren Italiens und Frankreichs eine ähnliche Aufgabe, nämlich als Leibwächter der Hauptleute. In Deutschland hatten, zur Zeit der Landsknechte, die Trabanten diese Funktion inne, zur Zeit des Dreißigjährigen Krieges daneben aber auch die Leibschützen (urspr. Büchsenspanner eines Herrschers).
Spätestens gegen Ende des 17. Jahrhunderts hatte sich das Aufgabenfeld gewandelt. Der Landpassat fungierte nicht mehr (nur) als Leibwache, sondern galt in vielen Heeren als Gehilfe und Stellvertreter des Korporals.

## Verwendung im französischen Heer
Unter dem Ancien Régime kam der Lanspessade bzw. Anspessade im Jahr 1534 als Mannschaftsdienstgrad der neu gegründeten der Légions nationales (1557/58 umgeformt in Regimenter); die Nationallegionen stellten die erste stehende französischen Infanterie und ergänzten die 1438 aufgestellten berittenen Ordonnanzkompanien (Compagnies d'ordonnance). Anfangs, unter Franz I. und Heinrich II., erfolgte die Einsetzung von Anspessades äußerst sparsam und reglementiert. So oblag ihre Ernennung nicht etwa dem Chef der jeweiligen Kompanie oder des übergeordneten Regiments, sondern dem Colonel général de l’infanterie. Vorgesehen waren zwölf Anspessades je Bande française, die jeweils etwa 300 Köpfe zählte. Angeblich bezogen sie weiterhin den Sold, den sie als vormalige Angehörige der Adelsreiterei erhalten hatten. Dieser lag für einfache Adelsreiter zwischen monatlich 17 Livres (Chevauleger) und 30 Livres (Gendarme).
Ferner wurde bald unterschieden zwischen dem Anspessade Appointé, wohl als wirklichem Stellvertreter des Caporals, und dem Sous-Anspessade, vermutlich ohne diese Funktion.
Eine Zeit lang scheint der Anspessade dem Caporal sogar gleichgestellt gewesen zu sein: Demnach fungierte der Anspessade zwischen 1558 und 1685 bei den Pikenieren als Caps d'escadre (vier Escadres bildeten eine etwas 100 bis 200 Mann zählende Kompanie), während der Caporal eine Escadre Musketiere befehligte. Dafür scheint auch zu sprechen, dass ein Quellenvermerk von 1641 besagt, dass in jeder Escadre zwei Anspessades und vier bis fünf Appointés etaisiert sein sollten. Allem Anschein nach stand hier der Anspessade rangmäßig über dem Appointé (Gefreiter oder Obersoldaten, wörtlich „Ernannter“).
1686/87 verlor der Anspessade die Funktion als Caps d'escadre und sank zum Stellvertreter des Caporals herab. Schon vorher war der Sold auf das zwischen jenem des Caporals und das des einfachen Infanteristen gesunken. Zu Anspessades wurden nunmehr ältere Füsiliere befördert, die dem Caporal assistierten und nicht mehr vom Sergent mit dem Stock geprügelt werden durften.
1762 trat an die Stelle des Anspessades der Appointé. Nach dem Untergang des Ancien Régime kam stattdessen die Bezeichnung Soldat de première classe (Soldat erster Klasse) auf.
Das Äquivalent des Anspessaden in der Kavallerie war, bis zur Französischen Revolution, der Sous-Brigadier.

### Dienstgradabzeichen in der französischen Armee
In der französischen Armee des 18. Jahrhunderts kennzeichneten den Anspessade unterschiedliche Abzeichen. Anfangs waren die Knopflöcher der Ärmelaufschläge mit Metalltresse in der Farbe der Knöpfe eingefasst (sog. Brandenbourgs). 1747 wurden stattdessen Wollborten als Einfassung der Ärmelaufschläge vorgeschrieben, alternativ in den Farben Weiß, Rot, Blau oder Orangerot (aurore). Vermutlich seit 1767 wurden die Anspessade-Borten, analog jenen des Caporals, auf den Unterärmeln getragen: Auf dem allgemein üblichen weißen Uniformrock waren die Rangborten blau, auf allen andersfarbigen Röcken weiß.

## Verwendung in den deutschen Heeren der Frühen Neuzeit
Ins Deutsche gelangte die Bezeichnung Landspassat bzw. Landpassat über die französische Militärsprache, die wiederum den italienischen Ursprungsbegriff Lancia spezzata (wörtlich „gebrochener Speer“ bzw. „gebrochene Lanze“) aufgenommen hatte, der wohl im 15. Jahrhundert aufgekommen war.
In den deutschen Armeen des 16. und 17. Jahrhunderts hielt der Rang unter verschiedenen Verballhornungen Einzug. Verbreitet waren Varianten wie Lancepasade, Lanspasade und Lanspassat, aber auch Landspassat und Landpassat oder, seltener, Kommendor. In den Soldtruppen des Dreißigjährigen Krieges und in den Stehenden Heeren der deutschen Territorialstaaten war er Vertreter des Korporals, unter ihm rangierten der Rottmeister und der Gefreite.
Bis zur Mitte des 18. Jahrhunderts verschwand der Rang weitgehend aus dem deutschen Militärwesen, ebenso wie der kaum noch verwendete Rottmeister. Beider Funktionen, als Korporalsvertreter und Rottenführer, wurden in den meisten deutschen Territorialheeren zusammengeführt und von dem Gefreiten übernommen.